# Reparata & the Delrons
Reparata & the Delrons was een Amerikaanse meidengroep, die vooral tijdens de jaren 1960 succesvol was.

## Bezetting
Bij oprichting:
- Mary Aiese (leadzang)
- Nanette Licari
- Regina Gallagher
- Anne Fitzgerald

Vanaf 1964:
- Mary Aiese
- Sheila Reilly
- Carol Drobnicki
- Marge McGuire
- Kathy Romeo

## Het begin
The Del-Rons begonnen in 1962 als zangkwartet bij de St. Brendan’s Catholic High School for Girls in Brooklyn. In 1964 was de bezetting elementair gewijzigd. Van de oorspronkelijke bezetting was slechts Mary Aiese overgebleven en het kwartet was nu een kwintet. Tijdens een optreden in Brooklyn werden ze ontdekt door de platenproducenten Bill en Steve Jerome, bij wie ze mochten voorzingen.

## Geschiedenis
Romeo en McGuire verlieten de groep. Het overgebleven trio werd gespot door de platenproducenten Bill en Steve Jerome. Dezen maakten met de drie 17-jarigen de eerste plaatopnamen voor Laurie Records, waar de single Your Big Mistake van Ernie Maresca, werd gepubliceerd. Na deze flop volgden opnamen in Pittsburgh voor het label World Artists, die verder uitsluitend het Britse folkduo Chad & Jeremy onder contract hadden. Onder de opnamen was wederom een song van Maresca, Whenever a Teenager Cries. Als single zou het onder een andere bandnaam verschijnen, gebaseerd op de al succesvolle meidengroepen Patti LaBelle & the Bluebelles en Martha & the Vandellas zou de leadzangeres naar voren worden gebracht. Mary's voornaam kwam niet in aanmerking, ook haar tweede voornaam Katherine was niet opwindend genoeg. Uiteindelijk werd het Reparata naar haar lievelingsnon op de lagere school en werd de bandnaam Reparata & the Delrons. Onder de nieuwe naam werd de single aan het eind van 1964 gepubliceerd en werd een lokale hit. In 1965 lukte het ook in de Amerikaanse hitlijst met een 60e plaats. Ook een gelijknamige lp werd gepubliceerd. Bij de twaalf nummers kregen The Delrons ondersteuning van de toentertijd bekende sessieband Patti Lace & the Petticoats. Bij sommige songs zong ook Ellie Greenwich mee.
De daaropvolgende single Tommy, geschreven door Chip Taylor, werd ook een kleine hit (92e plaats). De song werd door de Britse zangeres Twinkle in een Britse en Duitse versie voor de Europese markt gecoverd. Reparata & the Delrons gingen twee keer met Dick Clarks Caravan of Stars op tournee, in begeleiding van bekende artiesten als Billy Stewart, Herman's Hermits, Bobby Vee, Little Anthony & the Imperials, The Detergents en Brenda Holloway en kregen daardoor landelijke bekendheid. Echter nadat Carol Drobnicki en Sheila Reilly een van de concerten hadden gemist, werden ze ontslagen en Reparata werd kortstondig solozangeres.
In 1965 kreeg Reparata een contract aangeboden door RCA Records, maar wilde weer een groep. De voormalige Del-Ron Nanette Licari en Lorraine Mazzola werden de nieuwe Delrons. Meerdere succesloze publicaties in dezelfde stijl als The Shangri-Las en The Ronettes volgden, waaronder Jeff Barrys song I'm Nobodys Baby Now (1966). De Jerome's produceerden de song in dat opzicht in de lijn van Phil Spectors producties. De Delrons-achtergrondzangeressen werden versterkt door sessiezangers als Melba Moore en Reparata zelf. De producenten schiepen een Wall of Sound, die Reparata met haar krachtige leadstem doorbrak.
Iets later wisselde de groep naar Mala Records. In 1968 werd de single Captain of Your Ship gepubliceerd, die weliswaar de Amerikaanse hitlijst miste, maar in het Verenigd Koninkrijk de top 20 haalde. In het voorjaar van 1968 gingen ze in Europa op een promotie-tournee. Ze traden onder andere tweemaal op in de Britse Top of the Pops en in april 1968 in de Duitse Beat Club. Dit was de laatste hit voor Reparata & the Delrons. Het succes in Europa met concerten voor uitverkochte zalen, interviews en party's putte de drie jonge vrouwen geestelijk en lichamelijk uit. De terugkeer naar de Verenigde Staten, waar ze intussen niemand waren, deprimeerde hen. In 1970 verscheen de lp 1970 – Rock & Roll Revolution, waarvoor Mary Aiese nog bij enkele nummers de leadzang had opgenomen. Ze verliet in deze periode echter de groep. Ondanks haar volledige baan als Reparata had ze nog tijd gevonden om haar diploma te halen en aansluitend een studie te maken. Sinds het begin van de jaren 1970 gaf ze les.
De bandnaam werd aanvankelijk overgenomen door Aiese's collega Lorraine Mazzola. In 1973 publiceerde deze met een nieuwe formatie een album met coverversies van oldies in de stijl van de meidengroepen uit de jaren 1960, maar weinig later ontbond Mazzola de groep. In 1974 werd ze zangeres bij Lady Flash, de achtergrondgroep van Barry Manilow.
Mary Aiese verzekerde zich na een rechtsgeding met Mazzola vanaf deze periode weer van de naam Reparata en publiceerde onder dit pseudoniem enkele singles, waaronder Shoes (Johnny and Louise), dat in 1975 een kleinere hit en een van de lievelingstitels werd van The Smiths-zanger Morrissey. Producenten van Shoes waren nog steeds Steve en Bill Jerome met Lou Guarino, die Reparata al die jaren trouw waren gebleven. Solo en met door haarzelf gemanagede Delrons trad Aiese ook nog aan het eind van de jaren 1980 op en zong als 40-jarige haar tienerromancen.

## Opmerkelijkheden
- Reparata & the Delrons zongen de achtergrondzang op de Rolling Stones-single Honky Tonk Women, die in het voorjaar van 1969 werd opgenomen in Londen.
- De song Captain of Your Ship van Ben Yardley en Kenny Young werd ongeveer 30 jaar later met aangepaste tekst gebruikt in een reclamespot voor Müllerice van Müllermilch.

## Discografie

### Singles
- 1965: Whenever a Teenager Cries
- 1965: Tommy
- 1968: Captain of Your Ship
- 1975: Shoes (Reparata)